# 帕多瓦 (伊利諾伊州)
帕多瓦（英語：Padua）是位於美國伊利諾伊州麥克萊恩縣的一個非建制地區。該地的面積和人口皆未知。

## 地理
帕多瓦的座標為40°27′01″N 88°45′50″W / 40.45028°N 88.76389°W，而該地的平均海拔高度為256米（即840英尺）。